# پتروشیمی کازرون
عملیات ساخت مجتمع پتروشیمی کازرون که یک شرکت سهامی عام است در سال ۱۳۸۷  با هدف تولید محصولات پلی اتیلن سنگین و سبک خطی و پلی استال آغاز شد و هم‌اکنون ادامه دارد.
کلنگ ساخت این پروژه توسط غلامحسین نوذری (وزیر وقت نفت) در ۳۵ کیلومتری کازرون و در زمینی به مساحت ۵۳ هکتار به زمین زده شد.
در تاریخ ۶ شهریور ۱۳۹۹، رئیس کمیسیون انرژی مجلس با اشاره به اینکه ارزش سهام پتروشیمی کازرون که عملا هیچ وجود فیزیکی ندارد روز به روز در حال افزایش است گفت: متاسفانه سهامداران به دلیل اینکه هیچ ساختمان فیزیکی وجود ندارد در حال هوا فروشی هستند.